# Jogbani
Jogbani is een notified area in het district Araria van de Indiase staat Bihar. 

## Demografie
Volgens de Indiase volkstelling van 2001 wonen er 29.962 mensen in Jogbani, waarvan 53% mannelijk en 47% vrouwelijk is. De plaats heeft een alfabetiseringsgraad van 37%. 